# Eva Andersson (konstnär)
Eva Margit Andersson, född 18 maj 1907 i Uppsala, död där 23 april 1954, var en svensk porträttmålare och illustratör.
Hon var dotter till kakelugnsmakaren August Andersson och Lydia Eriksson. Andersson studerade vid Tekniska skolan i Uppsala 1925 och vid Blombergs målarskola 1926 samt vid Konstakademien 1927–1929. Som illustratör illustrerade hon bland annat Jeanna Oterdahls De sjungande löven och ett flertal läroböcker bland annat Resan till läslandet samt tidningsillustrationer. Hon gav ut en serie akvareller i fyrfärgsoffsettryck 1947–1948.